# Leucania straminea
Leucania straminea är en fjärilsart som beskrevs av Treitschke 1825. Leucania straminea ingår i släktet Leucania och familjen nattflyn. Inga underarter finns listade i Catalogue of Life.